# Havre Athletic Club 2022-2023 (calcio femminile)
Questa voce raccoglie le informazioni riguardanti l'Havre Athletic Club nelle competizioni ufficiali della stagione 2022-2023.

## Divise e sponsor
La grafica era la stessa utilizzata dalla squadra maschile del Le Havre. Main sponsor era Siemens Gamesa, azienda operante nel settore delle energie rinnovabili, attraverso l'hashtag #VENTSDENERGIE, mentre quello tecnico, forniture delle tenute da gioco era Joma.
| Casa | Trasferta |

## Organigramma societario
Area tecnica
- Allenatore: Frédéric Gonçalves
- Vice allenatore:
- Preparatore dei portieri: Michel Courel
- Preparatore atletico:
- Medico sociale:

## Rosa
Rosa, ruoli e numeri di maglia estratti dal sito ufficiale e aggiornati al 29 settembre 2020.
| N. |                       | Ruolo | Calciatrice           |
| -- | --------------------- | ----- | --------------------- |
| 1  | Russia (bandiera)     | P     | Olesya Arsenieva      |
| 2  | Canada (bandiera)     | D     | Sura Yekka            |
| 3  | Francia (bandiera)    | D     | Fanny Hoarau          |
| 6  | Belgio (bandiera)     | C     | Silke Demeyere        |
| 7  | Francia (bandiera)    | C     | Nora Coton-Pélagie    |
| 8  | Francia (bandiera)    | C     | Salomé Elisor         |
| 9  | Portogallo (bandiera) | A     | Kelsey Araujo         |
| 10 | Francia (bandiera)    | C     | Eva Sumo              |
| 11 | Francia (bandiera)    | A     | Mélinda Mendy         |
| 12 | Canada (bandiera)     | C     | Sadie Sider-Echenberg |
| 14 | Francia (bandiera)    | C     | Romane Enguehard      |

| N. |                        | Ruolo | Calciatrice       |
| -- | ---------------------- | ----- | ----------------- |
| 15 | Algeria (bandiera)     | A     | Laura Muller      |
| 16 | Francia (bandiera)     | P     | Laëtitia Philippe |
| 18 | Francia (bandiera)     | D     | Eva Kouache       |
| 19 | Francia (bandiera)     | A     | Nadjma Ali Nadjim |
| 20 | Francia (bandiera)     | C     | Laura Rueda       |
| 22 | Francia (bandiera)     | C     | Christy Gavory    |
| 23 | Stati Uniti (bandiera) | A     | Sh'nia Gordon     |
| 26 | Francia (bandiera)     | C     | Aïssata Baradji   |
| 27 | Francia (bandiera)     | D     | Kelly Gadéa       |
| 29 | Stati Uniti (bandiera) | D     | Deja Davis        |
| 30 | Francia (bandiera)     | P     | Aïssatou Liberge  |

## Calciomercato

### Sessione estiva
| Acquisti | Acquisti          | Acquisti          | Acquisti   |
| R.       | Nome              | da                | Modalità   |
| -------- | ----------------- | ----------------- | ---------- |
| P        | Laëtitia Philippe | Bordeaux          | definitivo |
| D        | Kelly Gadéa       | Soyaux            | definitivo |
| C        | Christy Gavory    | Metz              | definitivo |
| A        | Sh'nia Gordan     | Racing Louisville | definitivo |

| Cessioni | Cessioni         | Cessioni            | Cessioni      |
| R.       | Nome             | a                   | Modalità      |
| -------- | ---------------- | ------------------- | ------------- |
| P        | Alice Pinguet    | Paris Saint-Germain | fine prestito |
| D        | Santana Sahraoui | Issy                | definitivo    |
| C        | Élise Legrout    | Saint-Étienne       | definitivo    |

### Sessione invernale
| Acquisti | Acquisti | Acquisti | Acquisti |
| R.       | Nome     | da       | Modalità |
| -------- | -------- | -------- | -------- |
|          |          |          |          |

| Cessioni | Cessioni    | Cessioni    | Cessioni   |
| R.       | Nome        | a           | Modalità   |
| -------- | ----------- | ----------- | ---------- |
| D        | Sura Yekka  | Vittsjö GIK | definitivo |
| C        | Laura Rueda | Villarreal  | definitivo |

## Risultati

### Division 1

#### Girone di andata
| Arbitro: | Laur |

|                                       |           |                |
| Garbino 13’, 44’ Cardia 23’ Gomes 53’ | Marcatori | 3’, 65’ Elisor |

| Arbitro: | Rochebilière |

|                  |           |  |
| Davis 55’ (rig.) | Marcatori |  |

| Arbitro: | Gonçalves |

|            |           |  |
| Fleury 45’ | Marcatori |  |

| Arbitro: | Efe |

|                     |           |                              |
| Sumo 39’ Gavory 52’ | Marcatori | 9’ (rig.) Diani 24’ Bachmann |

| Arbitro: | Laur |

|               |           |                                                           |
| Belkhiter 49’ | Marcatori | 4’ Gavory 48’ Ali Nadjim 55’ Coton-Pélagie 90+4’ Demeyere |

| Arbitro: | Gerbel |

|                |           |                |
| Rueda 13’, 61’ | Marcatori | 86’ Lamontagne |

| Arbitro: | Gonçalves |

|                                           |           |  |
| Piga 45’ Dafeur 47’ (rig.) Fulutudilu 57’ | Marcatori |  |

| Arbitro: | Gerbel |

|           |           |  |
| Horan 49’ | Marcatori |  |

| Arbitro: | Beyer |

|                                                            |           |  |
| Lichtfus 13’ (aut.) Araújo 19’, 42’, 58’ Coton-Pélagie 56’ | Marcatori |  |

| Arbitro: | Vanderstichel |

|                            |           |           |
| Bussy 28’, 85’ Ouchene 62’ | Marcatori | 2’ Gordon |

| Arbitro: | Benmahammed |

|  |           |           |
|  | Marcatori | 61’ Blanc |

#### Girone di ritorno
| Arbitro: | Daupeux |

|                |           |                        |
| Cambot 4’, 32’ | Marcatori | 45’ Gordon 90+1’ Davis |

| Arbitro: | Laur |

|            |           |                            |
| Gordon 10’ | Marcatori | 9’ Bourdieu 41’, 58’ Matéo |

| Arbitro: | Rochebilière |

|                                          |           |                |
| Martens 44’ Diani 69’ (rig.) Fazer 90+3’ | Marcatori | 47’ Ali Nadjim |

| Arbitro: | Benmahammed |

|                           |           |  |
| Gordon 24’ Ali Nadjim 88’ | Marcatori |  |

| Arbitro: | Efe |

|              |           |                         |
| Barbance 62’ | Marcatori | 23’ Demeyere 84’ Araújo |

| Arbitro: | Daupeux |

|                     |           |              |
| Sider-Echenberg 87’ | Marcatori | 66’ B. Louis |

| Arbitro: | Collin |

|  |           |                                                                                               |
|  | Marcatori | 10’ (aut.) Enguehard 14’ Cayman 32’ Egurrola 41’ Bruun 63’ Däbritz 68’ Hegerberg 70’ Benyahia |

| Arbitro: | Gerbel |

|  |           |                                |
|  | Marcatori | 49’ Araújo 89’ Sider-Echenberg |

| Arbitro: | Laur |

|  |           |                                                                 |
|  | Marcatori | 48’, 77’ Dumornay 54’ Imuran 70’ (aut.) Gadéa 90+2’ Chossenotte |

| Arbitro: | Gerbel |

|                        |           |              |
| Mpome 78’ Robert 90+7’ | Marcatori | 52’ Demeyere |

| Arbitro: | Benmahammed |

|                           |           |                                        |
| Elisor 18’ Ali Nadjim 79’ | Marcatori | 17’ Palis 22’, 68’ Garbino 39’ Ateluce |

### Coppa di Francia
| Arbitro: | Gerbel |

|                       |           |                                   |
| Azzaro 58’ Polito 77’ | Marcatori | 60’ Gadéa 63’ Araújo 90+4’ Elisor |

| Arbitro: | Daupeux |

|                           |           |  |
| Kamczyk 45’ Le Garrec 66’ | Marcatori |  |

## Statistiche

### Statistiche di squadra
| Competizione     | Punti | In casa | In casa | In casa | In casa | In casa | In casa | In trasferta | In trasferta | In trasferta | In trasferta | In trasferta | In trasferta | Totale | Totale | Totale | Totale | Totale | Totale | DR  |
| Competizione     | Punti | G       | V       | N       | P       | Gf      | Gs      | G            | V            | N            | P            | Gf           | Gs           | G      | V      | N      | P      | Gf     | Gs     | DR  |
| ---------------- | ----- | ------- | ------- | ------- | ------- | ------- | ------- | ------------ | ------------ | ------------ | ------------ | ------------ | ------------ | ------ | ------ | ------ | ------ | ------ | ------ | --- |
| Division 1       | 24    | 11      | 4       | 2       | 5       | 16      | 24      | 11           | 3            | 1            | 7            | 15           | 21           | 22     | 7      | 3      | 12     | 31     | 45     | -14 |
| Coppa di Francia | -     | -       | -       | -       | -       | -       | -       | 2            | 1            | 0            | 1            | 3            | 4            | 2      | 1      | 0      | 1      | 3      | 4      | -1  |
| Totale           | -     | 11      | 4       | 2       | 5       | 16      | 24      | 13           | 4            | 1            | 8            | 18           | 25           | 24     | 8      | 3      | 13     | 34     | 49     | -15 |

### Andamento in campionato
| Giornata  | 1 | 2 | 3 | 4 | 5 | 6 | 7 | 8 | 9 | 10 | 11 | 12 | 13 | 14 | 15 | 16 | 17 | 18 | 19 | 20 | 21 | 22 |
| --------- | - | - | - | - | - | - | - | - | - | -- | -- | -- | -- | -- | -- | -- | -- | -- | -- | -- | -- | -- |
| Luogo     | T | C | T | C | T | C | T | T | C | T  | C  | T  | C  | T  | C  | T  | C  | C  | T  | C  | T  | C  |
| Risultato | P | V | P | N | V | V | P | P | V | P  | P  | N  | P  | P  | V  | V  | N  | P  | V  | P  | P  | P  |
| Posizione | 7 | 7 | 9 | 9 | 5 | 5 | 6 | 7 | 6 | 8  | 8  | 8  | 8  | 8  | 8  | 7  | 7  | 7  | 7  | 7  | 8  | 8  |

Legenda:

Luogo: C = Casa; T = Trasferta. Risultato: V = Vittoria; N = Pareggio; P = Sconfitta.

### Statistiche delle giocatrici
| Giocatore          | Division 1 | Division 1 | Division 1  | Division 1 | Coppa di Francia | Coppa di Francia | Coppa di Francia | Coppa di Francia | Totale   | Totale | Totale      | Totale     |
| Giocatore          | Presenze   | Reti       | Ammonizioni | Espulsioni | Presenze         | Reti             | Ammonizioni      | Espulsioni       | Presenze | Reti   | Ammonizioni | Espulsioni |
| ------------------ | ---------- | ---------- | ----------- | ---------- | ---------------- | ---------------- | ---------------- | ---------------- | -------- | ------ | ----------- | ---------- |
| N. Ali Nadjim      | 21         | 4          | 5           | 0          | 1                | 0                | 0                | 0                | 22       | 4      | 5           | 0          |
| K. Araújo          | 19         | 5          | 2           | 0          | 2                | 1                | 0                | 0                | 21       | 6      | 2           | 0          |
| O. Arsenyeva       | 0          | 0          | 0           | 0          | 2                | -4               | 0                | 0                | 2        | -4     | 0           | 0          |
| É. Aubert          | 0          | 0          | 0           | 0          | -                | -                | -                | -                | 0        | 0      | 0           | 0          |
| A. Baradji         | 10         | 0          | 0           | 0          | 1                | 0                | 0                | 0                | 11       | 0      | 0           | 0          |
| C. Boisard         | 0          | 0          | 0           | 0          | -                | -                | -                | -                | 0        | 0      | 0           | 0          |
| N. Coton-Pélagie   | 22         | 2          | 0           | 0          | 1                | 0                | 0                | 0                | 23       | 2      | 0           | 0          |
| D. Davis           | 22         | 2          | 2           | 0          | 2                | 0                | 0                | 0                | 24       | 2      | 2           | 0          |
| S. Demeyere        | 19         | 3          | 6           | 0          | 1                | 0                | 0                | 0                | 20       | 3      | 6           | 0          |
| J. Dumets          | 0          | 0          | 0           | 0          | -                | -                | -                | -                | 0        | 0      | 0           | 0          |
| C. Effa Effa       | 3          | 0          | 0           | 0          | 1                | 0                | 0                | 0                | 4        | 0      | 0           | 0          |
| S. Elisor          | 19         | 3          | 9           | 0          | 2                | 1                | 1                | 0                | 21       | 4      | 10          | 0          |
| R. Enguehard       | 22         | 0          | 4           | 0          | 2                | 0                | 0                | 0                | 24       | 0      | 4           | 0          |
| K. Gadéa           | 19         | 0          | 3           | 0          | 1                | 1                | 0                | 0                | 20       | 1      | 3           | 0          |
| C. Gavory          | 22         | 2          | 2           | 0          | 2                | 0                | 1                | 0                | 24       | 2      | 3           | 0          |
| S. Gordon          | 18         | 4          | 0           | 0          | 2                | 0                | 0                | 0                | 20       | 4      | 0           | 0          |
| F. Hoarau          | 19         | 0          | 2           | 0          | 2                | 0                | 0                | 0                | 21       | 0      | 2           | 0          |
| L. Kleczewski      | 2          | 0          | 0           | 0          | -                | -                | -                | -                | 2        | 0      | 0           | 0          |
| É. Kouache         | 22         | 0          | 3           | 0          | 2                | 0                | 0                | 0                | 24       | 0      | 3           | 0          |
| G. Lemarchand      | 1          | 0          | 0           | 0          | -                | -                | -                | -                | 1        | 0      | 0           | 0          |
| A. Liberge         | 0          | 0          | 0           | 0          | -                | -                | -                | -                | 0        | 0      | 0           | 0          |
| B. MacDonald       | -          | -          | -           | -          | -                | -                | -                | -                | -        | -      | -           | -          |
| A. Mallard Ventura | 1          | 0          | 0           | 0          | -                | -                | -                | -                | 1        | 0      | 0           | 0          |
| M. Mendy           | 9          | 0          | 0           | 0          | 1                | 0                | 0                | 0                | 10       | 0      | 0           | 0          |
| E. Minot           | 0          | 0          | 0           | 0          | -                | -                | -                | -                | 0        | 0      | 0           | 0          |
| L. Muller          | 4          | 0          | 0           | 0          | -                | -                | -                | -                | 4        | 0      | 0           | 0          |
| L. Philippe        | 22         | -45        | 1           | 0          | 0                | 0                | 0                | 0                | 22       | -45    | 1           | 0          |
| L. Rueda           | 11         | 2          | 2           | 0          | 1                | 0                | 0                | 0                | 12       | 2      | 2           | 0          |
| S. Sider-Echenberg | 7          | 2          | 0           | 0          | 1                | 0                | 0                | 0                | 8        | 2      | 0           | 0          |
| I. Sidi Moussa     | 2          | 0          | 0           | 0          | -                | -                | -                | -                | 2        | 0      | 0           | 0          |
| É. Sumo            | 21         | 1          | 5           | 0          | 2                | 0                | 0                | 0                | 23       | 1      | 5           | 0          |
| A. Ananée Yeboah   | 0          | 0          | 0           | 0          | -                | -                | -                | -                | 0        | 0      | 0           | 0          |
| S. Yekka           | 4          | 0          | 0           | 0          | -                | -                | -                | -                | 4        | 0      | 0           | 0          |